# نیکلاوس لنا
نیکلاوس لنا (انگلیسی: Nikolaus Lenau؛ ۲۵ اوت ۱۸۰۲ – ۲۲ اوت ۱۸۵۰) یک شاعر اهل اتریش بود.